# 雅各布·布伦德尔
雅各布·布伦德尔（德語：Jakob Brendel，1907年9月18日—1964年2月13日），德国男子摔跤运动员。他曾代表德国参加1932年和1936年夏季奥林匹克运动会摔跤比赛，获得一枚金牌和一枚铜牌。